# コーデュラ

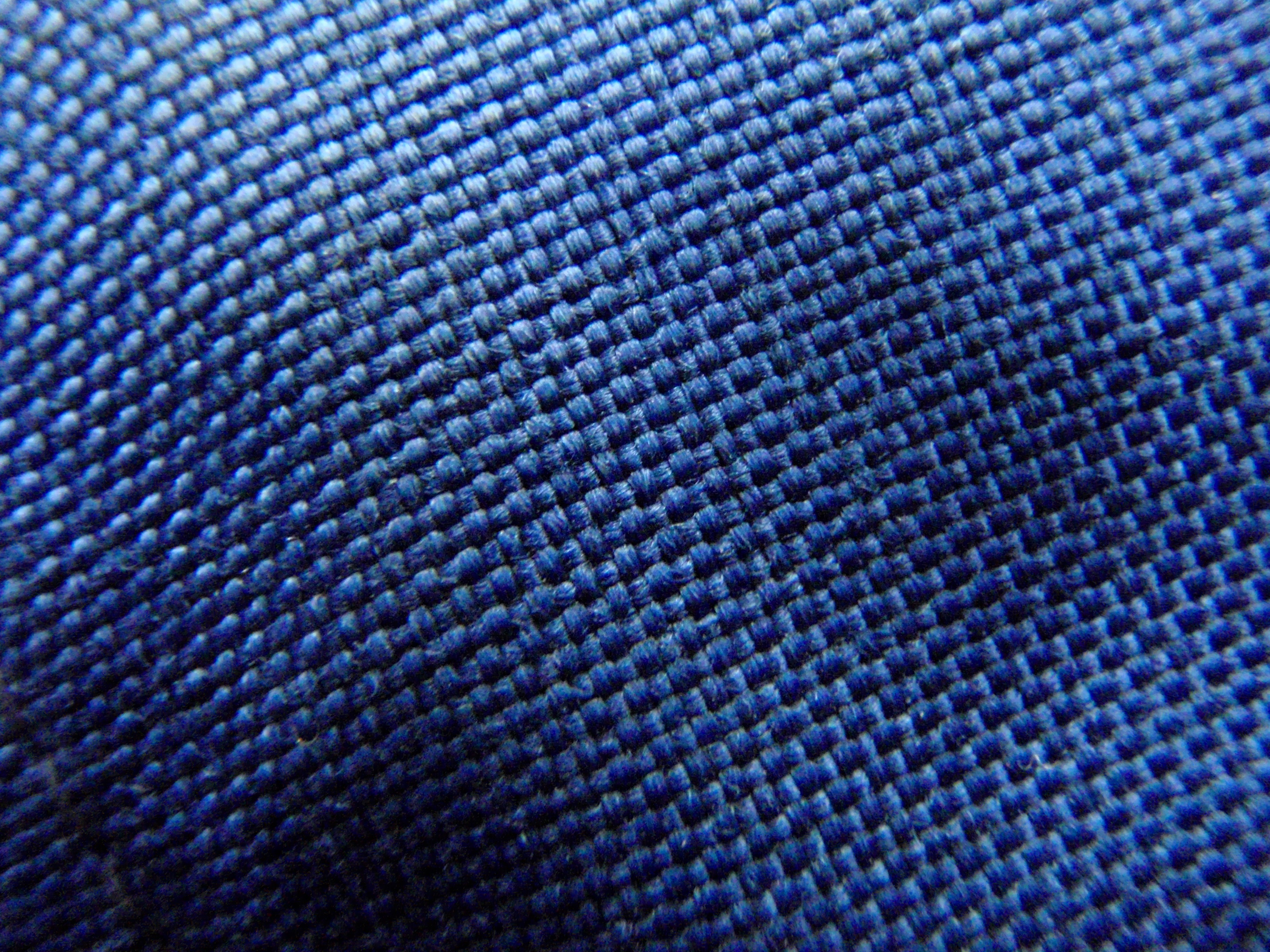
青いコーデュラファブリック

コーデュラ（英: CORDURA）は、インビスタが製造、販売する合成繊維及びそのブランドである。リュックサック、ズボン、軍服等様々な製品に利用されている。耐久性に優れており、摩耗に強く裂け難い。
「コーデュラ」は1929年にデュポンが開発した繊維を商標登録した時の名前であり、現在はコーク・インダストリーズの完全子会社であるインビスタが所有している。コーデュラファブリックは通常はナイロンで出来ているが、ナイロンと木綿や他の天然繊維との混合もある。

## 概要
デュポンは当初、レーヨンの一種としてこの生地を発表した。この生地は第二次世界大戦中に更に開発され、軍用のタイヤに採用された。その後レーヨンからナイロンの開発に切り替える。
幾つかの伝統的なブランドは、製品にコーデュラファブリックを使い続けている。Eastpakはコーデュラファブリックを初めてリュックサックに採用したブランドである。コーデュラはその高い耐摩耗性から、現在では殆どの中高級オートバイ用ジャケットやパンツに使用されている。
コーデュラファブリックは裂け難さや色の保持に主眼を置いた物の他に、構造や重さ、美しさを優先した物等様々な種類がある。中には軍用や長時間の屋外使用に特化して設計された物もある。コーデュラファブリックは45年以上前から軍事用途に使用されており、アメリカ軍の生地の仕様の多くはコーデュラの製品をベースにしている。
インビスタでは、コーデュラのブランドで新しい製品の開発を続けている。

## 歴史
- 1929年 - デュポンの化学者が他の素材に比べて弱かったレーヨンの繊維を強化し、縫い糸やタイヤコードに適した繊維にする事に成功[3]。商用車での試験を行いこのレーヨンがタイヤの寿命を延ばすと証明される[3]。
- 1934年11月 - 耐久性のあるレーヨンのタイヤコード「コーデュラ」の生産を開始[3]。
- 1950年 - タイヤコード「スーパーコーデュラ」を発表するも性能試験でナイロンより劣った為廃止し、「N-56」と呼ばれる工業用のナイロンに事業転換する[3]。
- 1963年 - レーヨンの最後の工場が閉鎖され、正式にレーヨンの事業から撤退[3]。
- 1966年 - 「コーデュラ」のブランド名がナイロン「N-56」の製品ラインに移される[3]。
- 1967年 - コーデュラのナイロンを公式に発売開始[7]。
- 1970年代 - ジャンスポーツは帆布の様なコーデュラのナイロンをオリジナルのリュックサックに採用[8]。現在ではポリエステルのコーデュラのみを使用している[8]。
- 1977年 - コーデュラの染色方法が発見され、様々な用途に使われる様になる[3]。
- 1979年 - コーデュラのラゲージがラゲージ市場の約40％を占める[3]。
- 1980年代 - デュポンがコーデュラの製品ラインをブーツや靴、ゴルフやスキーの鞄、リュックサック等のスポーツ器具に拡大[3]。マンハッタンポーテージが鞄に1000デニールのコーデュラのナイロンを使い始める[9]。
- 1988年 - 「コーデュラプラス」と呼ばれる柔らかい製品が市場に登場[3]。その後の改良でコーデュラは更に軽量化され、日光や洗濯に起因する色褪せの防止が可能となる[3]。
- 1990年代 - ヨーロッパの作業服ブランドが500デニールや1000デニールの生地を補強材として採用。F. Engel、フリスタッズ（スウェーデン語版）、スニッカーズ (作業服)（英語版）、Scruffs等の作業服ブランドがこの生地を使用している。
- 1996年 - 天然の木綿の帆布に似た見た目と感触を持つ「コーデュラプラスナチュラル」が発売され、スポーツ器具やドライスーツのメーカーに利用される[3]。
- 2004年4月 - 「コーデュラ」の商標及びコーデュラの製品がインビスタ（英語版）に売却される[3]。
- 2010年12月22日 - YouTubeチャンネル「CORDURA® Brand」を作成[10]。
- 2020年9月14日 - YouTubeチャンネル「CORDURA[R] TUBE【コーデュラ 日本公式Youtubeチャンネル】」を作成[11]。